# Khaki
Khaki (z hindského ख़ाकी – zemitá, prašná) je barva, která se používá zejména pro maskování, a to nejčastěji v armádě. Vzniká mísením zelené a hnědé. Poprvé byly uniformy barvy khaki použity roku 1848 britskou armádou v Indii.
Jako khaki se často označují jiné barvy v zelené oblasti.

## Odkazy

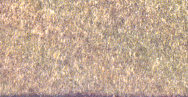
Khaki zbarvená vlněná tkanina (ze 2. dekády 20. století)

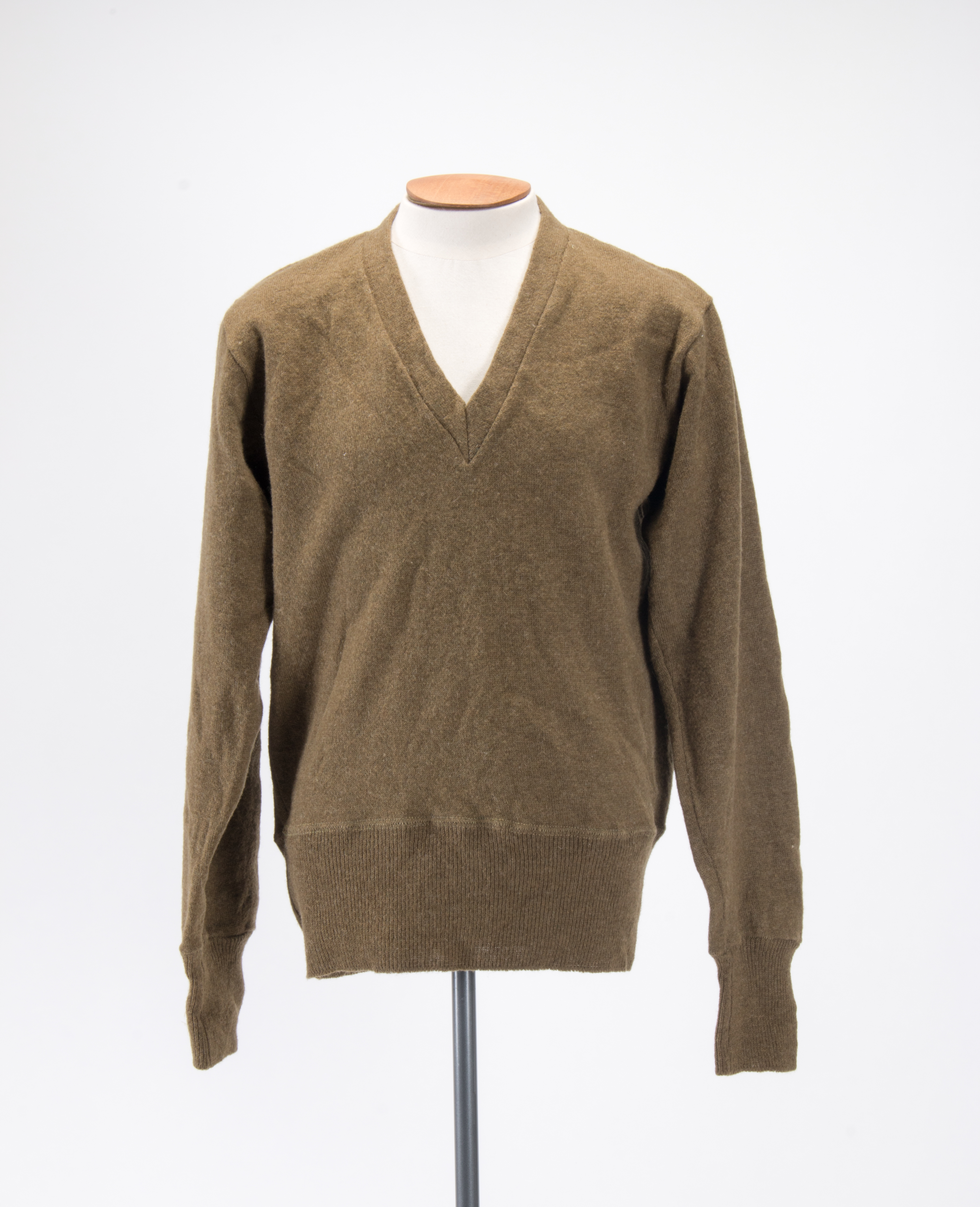
Svetr, součást uniformy novozélandské armády (50. léta 20. století)